# El hombre que viajaba despacito
El hombre que viajaba despacito es una película española, estrenada en el Palacio de la Música de Madrid el 21 de abril de 1957.

## Argumento
El protagonista Gila (Miguel Gila), un soldado del regimiento de tanques, que está cumpliendo el servicio militar, necesita un permiso para poder ir a su pueblo para conocer a su hijo recién nacido. Aconsejado por su amigo Basilio (Julio Riscal), busca la forma de poder ausentarse de la jornada de maniobras. No le va a resultar nada fácil, provocando situaciones absurdas protagonizadas por el mítico humorista Miguel Gila.

## Reparto
| Intérprete             | Personaje                             |
| ---------------------- | ------------------------------------- |
| Miguel Gila            | Gila                                  |
| Licia Calderón         | Marta                                 |
| Julio Riscal           | Basilio                               |
| Roberto Camardiel      | Luciano                               |
| Francisco Bernal       | Revisor del tren                      |
| Josefina Serratosa     | Madre de Marta                        |
| Josefina Bejarano      | Abuela gitana                         |
| José Sepúlveda         | Patriarca gitano                      |
| Mariano Ozores Francés | Padre de Gila                         |
| Xan das Bolas          | Jugador de cartas                     |
| José Prada             | Cura                                  |
| Teófilo Palou          | Invitado que habla de Egipto          |
| Luis Domínguez Luna    | Padre de Marta                        |
| Tota Alba              | Gitana                                |
| Félix Briones          | Don Tomás                             |
| Ena Sedeño             | Viuda en boda                         |
| Carmen Porcel          | Telegrafista                          |
| Magdalena Castro       | Gitana joven                          |
| Rufino Inglés          | Jugador de cartas                     |
| Rafael Cervera         | Viajero que hace solitarios           |
| Luis Barbero           | Hombre en estación                    |
| Jesús Guzmán           | Cosme 'El Manías'                     |
| Rafael Albaicín        | Gitano                                |
| Manuel Zarzo           | Gitano                                |
| Ángel Álvarez          | Marcelino                             |
| Luis Rivera            | Amigo de Gila                         |
| Manuel Domínguez Luna  | Don Vicente                           |
| Rafael Hernández       | Mecánico                              |
| Juan García Delgado    | Pueblerino                            |
| José Luis Navarro      |                                       |
| Carlos Romero Marchent | Niño                                  |
| Terri Taylor           | Extranjera mulata                     |
| Margot Prieto          | Extranjera rubia                      |
| Tina G. Vidal          | Doña Anita                            |
| Margarita Espinosa     | Señora en boda                        |
| Jesús Puente           | Sargento instructor                   |
| Enrique Ferpi          | Árbitro                               |
| Antonio Padilla        | Amigo de Gila                         |
| Juan Hernández Petit   | Médico en tren                        |
| José Santamaría        | Hombre que grita '¡Vivan los novios!' |
| Antonio Morales        |                                       |
| Amalia Ariño           | Señora en boda                        |
| Inocencio Barbán       | Pueblerino                            |
| Emilio Rodríguez       | Pasajero del tren                     |
| Amelia Ortas           | Pasajera del tren                     |
| Emilio Móstoles        |                                       |
| José María Rodríguez   | Espectador sordo                      |
| Luciano Díaz           | Espectador 2                          |
| Juan Olaguivel         | Secuestrador                          |
| Jerónimo Montoro       | Espectador 1                          |
| Juan Estelrich         | Camarero                              |
| Araceli Fernández      | Dependienta                           |
| Vicente Martín         |                                       |
| Antonio García Tienda  |                                       |
| Maria Piazzai          | Extranjera morena                     |
| Pilar Sanclemente      | Niña gitana                           |